# Ardfinnan
Ardfinnan (irisch Ard Fhíonáin, deutsch: Fíonáns Höhe) ist ein Dorf mit 978 Einwohnern (2022) am Fluss Suir im Süden des County Tipperary in der Republik Irland. 

## Lage
Ardfinnan liegt etwa 13 Kilometer westsüdwestlich von Clonmel am Fluss Suir. Im Ort kreuzen sich die Regionalstraße R665 und R670. 

## Geschichte
Der Heilige Fíonán Lobhar (Fíonán der Lepröse) soll hier der Legende nach in der ersten Hälfte des 6. Jahrhunderts ein Kloster mit einer sog. Leprakolonie an der Stelle errichtet haben, an der sich heute die Burg Ardfinnan Castle am Wasserlauf des Suir erhebt. Bezeugt ist, dass 908 der Bischof und König von Munster Cormac mac Cuilennáin Geschenke an das Kloster gab. 1178 wurde das Kloster von den Normannen geplündert und niedergebrannt. Im Mittelalter wurde eine Karmelitinnen-Abtei und ein 
Kloster der Terzianer der Franziskaner begründet. 
1185 wurde Ardfinnan Castle auf Veranlassung König Johann Ohnelands errichtet. 1653 wurde es beim Rückzug der Truppen Cromwells teilweise geschleift. Im späten 18. Jahrhundert wurde Ardfinnan Castle zu einer britischen Garnison. Die Garnison wurde aber bereits 1802 aufgelöst. 
Die Familie Prendergast renovierte Ardfinnan Castle 1846 im viktorianischen Stil. 
Die Ardfinnan Woollen Mills wurden 1869 nahe Ardfinnan Castle durch J. Mulcahy gegründet. Die Wollspinnerei wurde an der Stelle einer früheren Getreidemühle errichtet.  Diese Wollspinnerei und -weberei bot mehreren hundert Menschen Arbeit. Die Spinnmaschinen wurden vornehmlich durch das Wasser des Suir angetrieben. Im Jahr 1922 erwarb die Familie Mulcahy Ardfinnan Castle von Robert Prendergast. 1973 schloss die Textilfirma. 
Von 1974 bis 1984 produzierte hier Atari Videospielautomaten. Die Niederlassung wurde 1989 geschlossen.
2008 schloss auch der Dämmstoffhersteller Moy Isover sein Werk.
Die katholische Kirche zur Heiligen Familie wurde 1964 vom Architekten Patrick Shaffrey als eklektizistisches Gebäude errichtet.

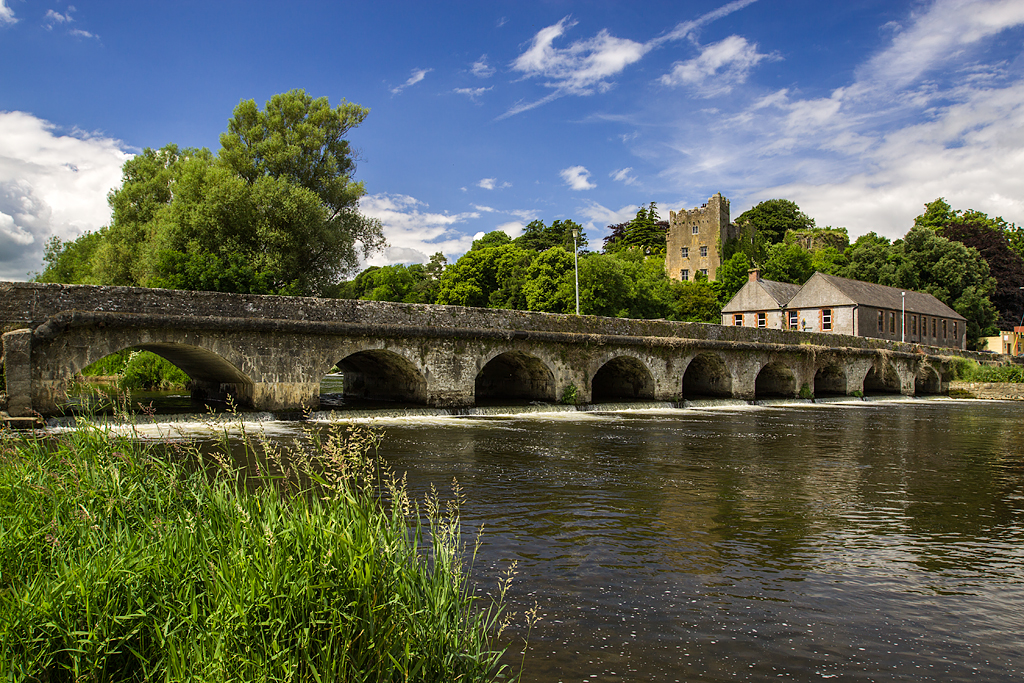
Ardfinnan Castle mit der Brücke über den Suir
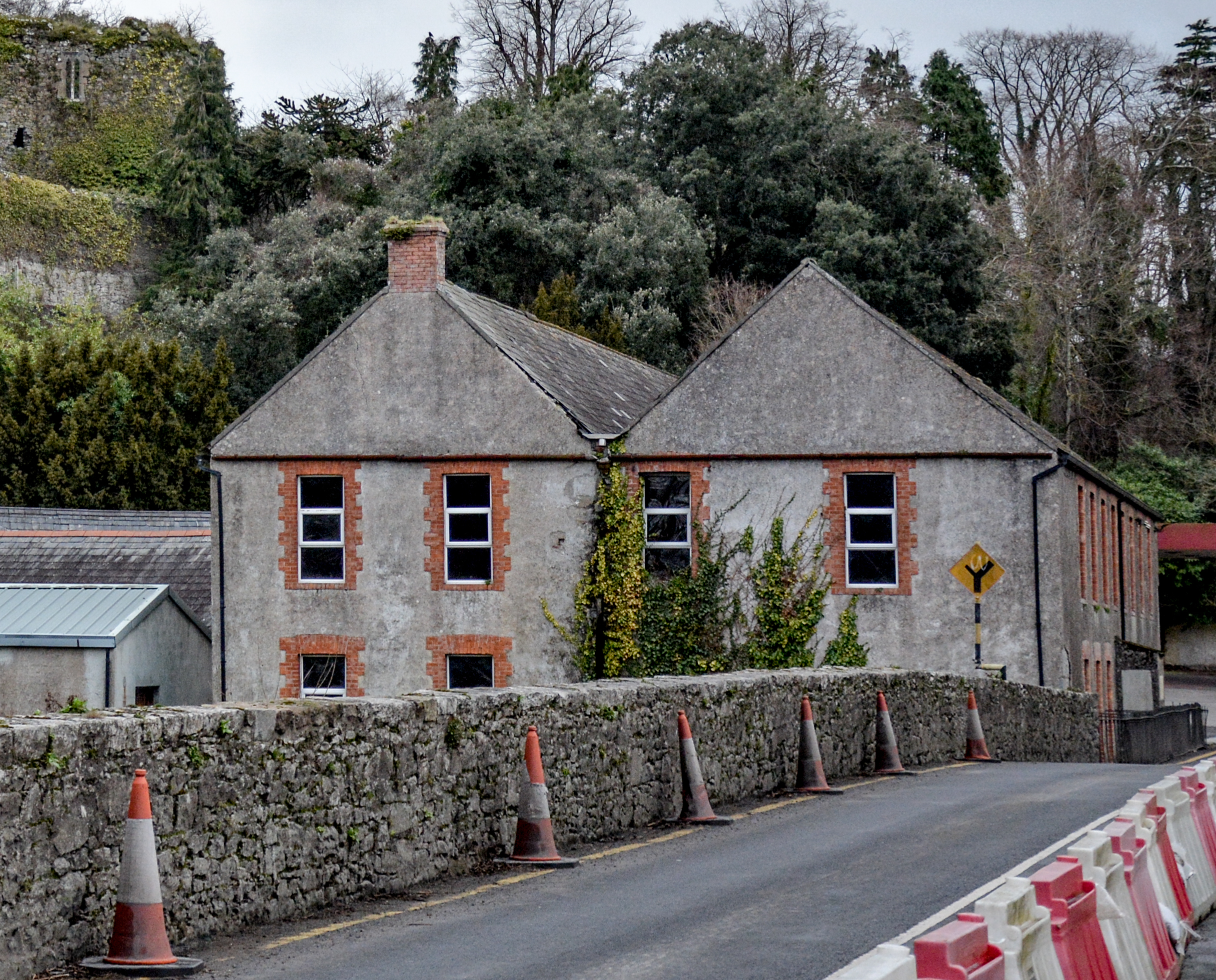
Reste der Ardfinnan Woollen Mills
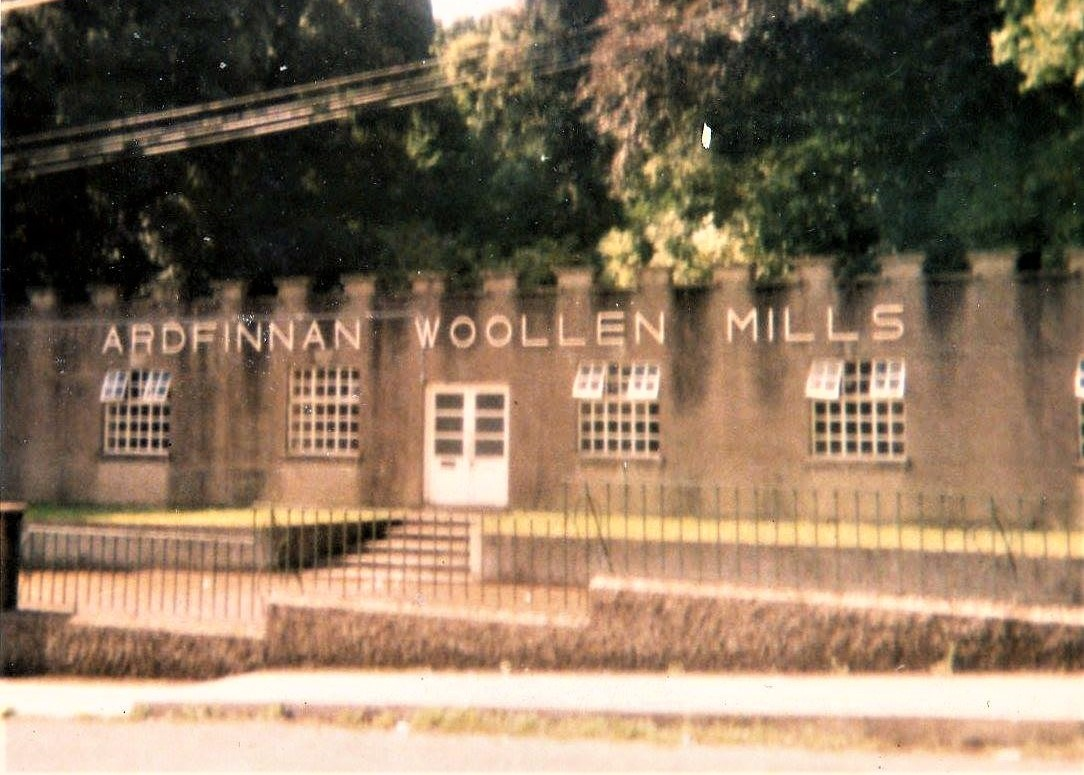
Verwaltungsgebäude der Ardfinnan Woollen Mills

## Persönlichkeiten
- John FitzGerald, 4. Earl of Desmond (gestorben 1399), ertrank im Suir bei Ardfinnan